# Schöneberger Sängerknaben

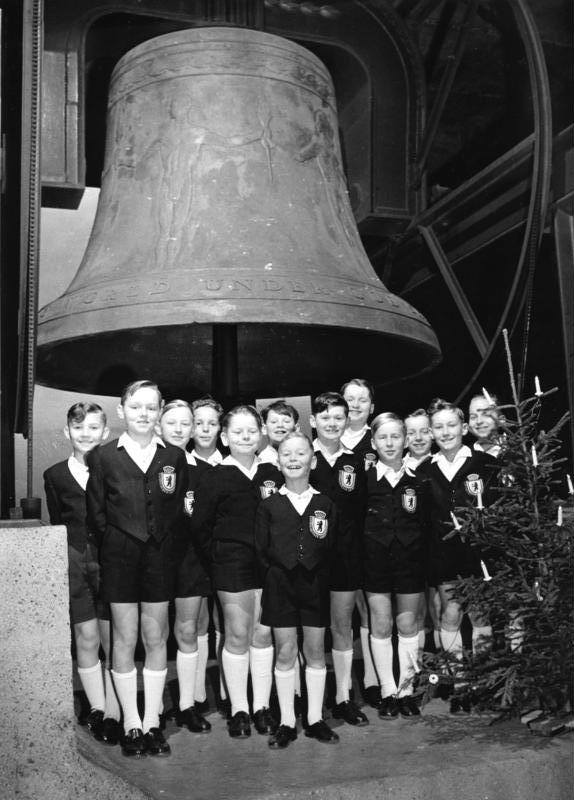
Schöneberger Sängerknaben singen Weihnachten unter der Freiheitsglocke im Schöneberger Rathaus (1958)

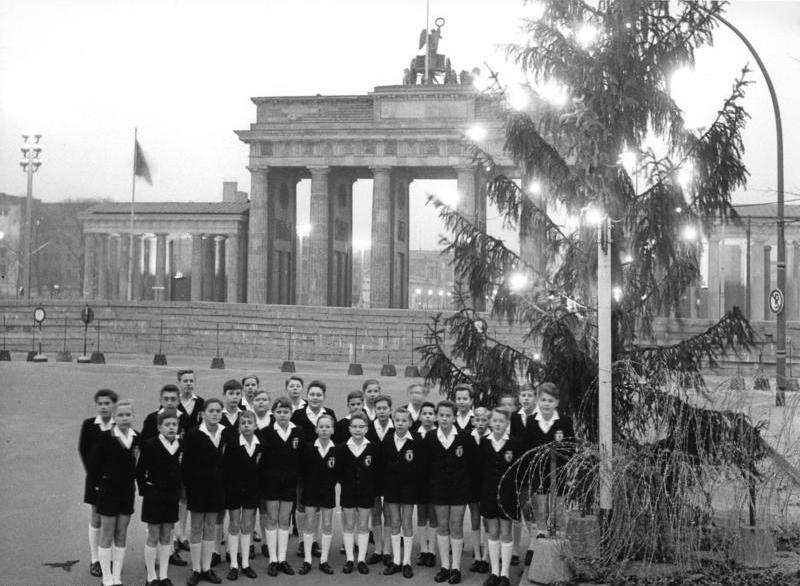
Schöneberger Sängerknaben singen Weihnachtslieder vor der Berliner Mauer (1961)

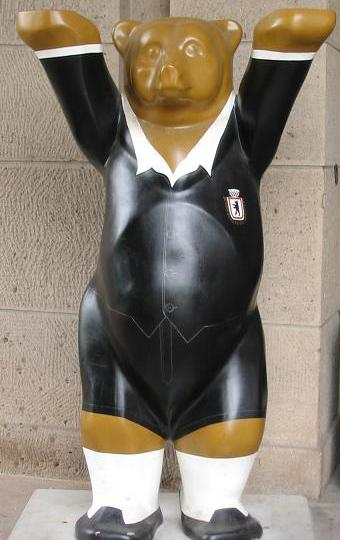
Schöneberger Sängerknaben-Buddy Bär vor dem Rathaus Schöneberg, der zum Abschied von Gerhard Hellwig ausnahmsweise vor der Kaiser-Wilhelm-Gedächtniskirche stand.

Die Schöneberger Sängerknaben waren ein deutscher Knabenchor aus Berlin, benannt nach dem Bezirk Schöneberg. Der Chor trat jeweils mit etwa 30 Jungen auf. Diese trugen kurze schwarze Hosen, schwarze Blazer mit Emblem, weiße Hemden und weiße Kniestrümpfe. Das Repertoire umfasste zunächst deutsche Volkslieder, Berliner Gassenhauer und Schlager, später auch Opernchöre und andere klassische Werke.

## Werdegang
Der Chor der Schöneberger Sängerknaben wurde von Gerhard Hellwig am 12. November 1947 gegründet. Hellwig bildete die Jungen aus und sang mit ihnen zunächst in Altersheimen, Krankenhäusern und auf Berliner Plätzen. Bereits zwei Jahre nach seiner Gründung holte der damalige Intendant der Deutschen Oper Berlin, Heinz Tietjen, den Chor in sein Haus und verpflichtete ihn bei der Aufführung der Oper Tannhäuser von Richard Wagner. Dies war der Auftakt für über 3100 Opernmitwirkungen in über 50 verschiedenen Inszenierungen in mehreren Sprachen, darunter ab 1954 bei den Bayreuther Festspielen, deren Büro für künstlerische Organisation Gerhard Hellwig ab 1959 leitete.
1956 waren die jungen Sänger im Film Hochzeit auf Immenhof und ein Jahr später auch in Ferien auf Immenhof mit Liedern von Hans-Martin Majewski zu hören. 1958 sang der Chor das erste Lied der ARD-Fernsehlotterie, Kleine Leute, große Reise. Fünf Jahre später begleitete der Chor den Sänger Bully Buhlan bei dessen Lied Junge Herzen haben Sehnsucht, dem Lied der ARD-Fernsehlotterie 1963. Der vielseitig begabte Chor, der u. a. mit Manuela eine LP mit Liedern aus dem Märchenland aufnahm, war in zahlreichen Fernsehveranstaltungen zu sehen.
Neben seinen vielen Auftritten und Verpflichtungen unternahm der Chor auch über 300 Konzertreisen, die ihn in viele Länder Europas und nach Übersee führten, darunter zur Weltausstellung nach Montreal 1967.

## Auflösung des Chores
Nach einer Augenoperation 2010 ließ Gerhard Hellwig die Chorarbeit ruhen. Hellwig starb am 15. Januar 2011; mit seinem Tod stellten die Schöneberger Sängerknaben ihre Arbeit endgültig ein.

## Erfolgstitel
- Auf Wiederseh’n
- Pack die Badehose ein mit Cornelia Froboess
- Berliner Jungens, die sind richtig
- Unsere Stadt hört doch nicht am Brandenburger Tor auf

## Diskografie
Alben (Auswahl):
- Weiße Weihnacht 1975 (gemeinsam mit Berliner Kammerchor, großem Berliner Symphonieorchester und Orgel, aufgenommen in der Rosenkranz-Basilika, Berlin-Steglitz)[4]
- Deutsche Volkslieder (mit Richard Clayderman) 1988
- Gruß an Potsdam 1992
- Wir wollen Freunde sein – 50 Jahre Schöneberger Sängerknaben 1997
- Mach auf dein Herz zur Weihnachtszeit – Fröhliche Weihnachten mit den Schöneberger Sängerknaben
- Man muss mal ab und zu verreisen 2004
- Berliner Jungens, die sind richtig 2004
- Soundtrack: „Für immer Immenhof“, Bear-Family BCD 16644 AS, ISBN 3-89916-015-0, mit der Filmmusik aus den ersten drei Immenhof-Filmen, zum Teil gesungen vom Chor
- Henze: Der junge Lord, mit Edith Mathis (Luise); Donald Grobe (Wilhelm), Barry McDaniel (Sekretär von Sir Edgar), Loren Driscoll (Lord Barrat), Ruth Hesse (Frau von Hufnagel) und Vera Little (Begonia); Orchester und Chor der Deutschen Oper Berlin und die Schöneberger Sängerknaben, Dirigent: Christoph von Dohnányi (in der Uraufführungs-Inszenierung von Gustav Rudolf Sellner), DG 449 875-2 (Doppel-CD) / Medici Arts 2072398 (DVD) 1967